# سكند كب
سكند كب (بالإنجليزية: Second Cup)‏ هي أكبر متاجر تجزئة متخصصة في القهوة في كندا، وتشغل أكثر من 360 مقهى في كل أنحاء كندا. تأسست عام 1975 ويقع مقرها في ميسيساغا، أونتاريو. وتقدم جميع مواقع سكند كب الكندية خدمة الإنترنت اللاسلكية مجانا.

## التوسع
وقد توسعت سكند كب بشكل هائل منذ بدايتها. وهناك امتيازات لسكند كب في كل من الولايات المتحدة، المغرب، المملكة العربية السعودية، البحرين، الكويت، عمان، قطر، لبنان، الأردن، مصر، الإمارات العربية المتحدة،
تركيا، سوريا وقبرص ليبيا واليمن .[بحاجة لمصدر]

## وصلات خارجية
- Second Cup (كندا)
- MySecondCup.com (الدولي)